# Blood of the Nations
Blood of the Nations (рус. «Кровь наций») — двенадцатый студийный альбом группы Accept, выпущенный в 2010 году, после четырнадцатилетнего перерыва (предыдущий студийный альбом Predator вышел в 1996 году).

## Об альбоме
Blood of the Nations первый альбом группы с Марком Торнильо в качестве вокалиста. Кроме того, впервые после студийной работы Balls to the Wall в альбоме играет гитарист Герман Франк.

## Список композиций
Слова и музыка всех песен — (если не указано иначе) — Хоффманна, Торнильо и Балтеса.
| №   | Название                            | Перевод названия         | Длительность |
| --- | ----------------------------------- | ------------------------ | ------------ |
| 1.  | «Beat the Bastards»                 | «Побей ублюдков!»        | 5:24         |
| 2.  | «Teutonic Terror»                   | «Тевтонский террор»      | 5:13         |
| 3.  | «The Abyss»                         | «Бездна»                 | 6:53         |
| 4.  | «Blood of the Nations»              | «Кровь наций»            | 5:37         |
| 5.  | «Shades of Death»                   | «Тени смерти»            | 7:32         |
| 6.  | «Locked and Loaded»                 | «В боевой готовности»    | 4:28         |
| 7.  | «Kill the Pain»                     | «Убей боль»              | 5:47         |
| 8.  | «Rolling Thunder» (Франк, Торнильо) | «Раскаты грома»          | 4:54         |
| 9.  | «Pandemic»                          | «Пандемия»               | 5:36         |
| 10. | «New World Comin´»                  | «Приходит новый мир»     | 4:50         |
| 11. | «No Shelter»                        | «Негде укрыться»         | 6:04         |
| 12. | «Bucket Full of Hate»               | «Полное ведро ненависти» | 5:12         |

| №   | Название                                                        | Перевод названия   | Длительность |
| --- | --------------------------------------------------------------- | ------------------ | ------------ |
| 13. | «Time Machine» (Бонус-трек на Digipak и японской SHM-CD версии) | «Машина времени»   | 5:25         |
| 14. | «Land of the Free» (Бонус-трек на японской SHM-CD версии)       | «Страна свободных» | 4:51         |

## Чарты
| Чарты (2010)                           | Позиции | Сертификация RIAA | Продажи |
| -------------------------------------- | ------- | ----------------- | ------- |
| Европейский Billboard Top 100          | 12      | -                 | -       |
| Немецкий чарт альбомов                 | 4       | -                 | -       |
| Шведский чарт альбомов                 | 7       | -                 | -       |
| Венгерский чарт альбомов               | 7       | -                 | -       |
| Финский чарт альбомов                  | 9       | -                 | -       |
| Швейцарский чарт альбомов              | 15      | -                 | -       |
| Австрийский чарт альбомов              | 19      | -                 | -       |
| Чешский чарт альбомов                  | 27      | -                 | -       |
| Бельгийский чарт альбомов              | 59      | -                 | -       |
| Французский чарт альбомов Albums Chart | 72      | -                 | -       |
| Польский чарт альбомов                 | 72      | -                 | -       |
| Японский чарт альбомов                 | 74      | -                 | -       |
| Испанский чарт альбомов                | 78      | -                 | -       |
| Американский Billboard Top 200         | 187     | -                 | -       |

## Участники записи
- Марк Торнильо — вокал
- Вольф Хоффманн — гитара
- Герман Франк — гитара
- Петер Балтес — бас-гитара
- Штефан Шварцман — ударные